# Thanh Lương, Vĩnh Bảo
Thanh Lương là một xã thuộc huyện Vĩnh Bảo, thành phố Hải Phòng, Việt Nam.
Xã Thanh Lương là 1 xã nông nghiệp cách trung tâm huyện Vĩnh Bảo 6Km. Xung quanh giáp với các xã Đồng Minh, Vinh Quang, Cộng Hiền và Liên Am. Xã có diện tích 5,13 km², dân số năm 1999 là 4317 người, mật độ dân số đạt 842 người/km². Gồm 7 thôn: Lương Trạch, Địch Lương, An Trì 1, An Trì 2, Cúc Thủy, Thanh Khê, Ấp Giáo.